# Hansen Nunatak
Hansen Nunatak är en nunatak i Antarktis. Den ligger i Östantarktis. Nya Zeeland gör anspråk på området. Toppen på Hansen Nunatak är 800 meter över havet.
Terrängen runt Hansen Nunatak är huvudsakligen kuperad, men den allra närmaste omgivningen är platt. Trakten är obefolkad. Det finns inga samhällen i närheten. 